# Anthracotherium
Az Anthracotherium („szén szörny”) az emlősök (Mammalia) osztályának párosujjú patások (Artiodactyla) rendjébe, ezen belül a fosszilis Anthracotheriidae családjába tartozó nem.
Családjának a névadó típusneme.

## Rendszertani helyzetük
Ezt a fosszilis nemet, akár az Anthracotheriidae család összes többi nemét és faját a vízilófélék (Hippopotamidae) közeli rokonának tekintik. Egyes őslénykutatók szerint akár a mai állatok ősei is lehetnének. Ezt alátámasztja a két állatcsoport állkapocscsontjának (mandibula) az anatómiai hasonlósága. Akárhogy is legyen, a legtöbb kutató egyetért abban, hogy az Anthracotheriidaeknak és a vízilóféléknek a közös őse közeli rokonságban állt a cetek (Cetacea) ősével.

## Előfordulásuk
Az Anthracotherium-fajok a középső eocénben jelentek meg és azeddigi ismeretek szerint a késő oligocénben haltak ki, azonban az újabb pakisztáni kövületek azt mutatták, hogy az utolsó példányok a kora miocén korszakban haltak ki. Legfőbb elterjedési területük Eurázsia volt, de egyes fajaik Afrikában és Észak-Amerikában (egyesek szerint az amerikai fajok a Heptacodon Marsh, 1894 nembe tartoznak) is előfordultak.

## Megjelenésük
Ez emlősnem legnagyobb fajai körülbelül 2 méter hosszúak és 250 kilogrammosak lehetettek. Bár többségük jóval kisebb méretű volt. Ezek az ősállatok körülbelül úgy nézhettek ki, mint egy disznószerű vékony víziló, amelynek a testéhez képest kis és keskeny feje van. Fajtól függően mindegyik lábukon 4 vagy 5 ujjuk volt; talpaik szélesek voltak, hogy megkönnyítsék a mocsaras élőhelyeken való járásukat. A szájukban körülbelül 44 fog ült; a felső nagyőrlőkön öt-öt félkör alakú mélyedés látható. Egyes fajok fogai a vízinövények gyökereinek a kitúrására alkalmazkodtak.

## Rendszerezés
A nembe az alábbi 5 faj tartozik:
- †Anthracotherium bumbachense Stehlin, 1910
- †Anthracotherium chaimanei Ducrocq, 1999
- †Anthracotherium magnum G. Cuvier, 1822 - típusfaj
- †Anthracotherium meneghinii
- †Anthracotherium monsvialense de Zigno, 1888

## Képek

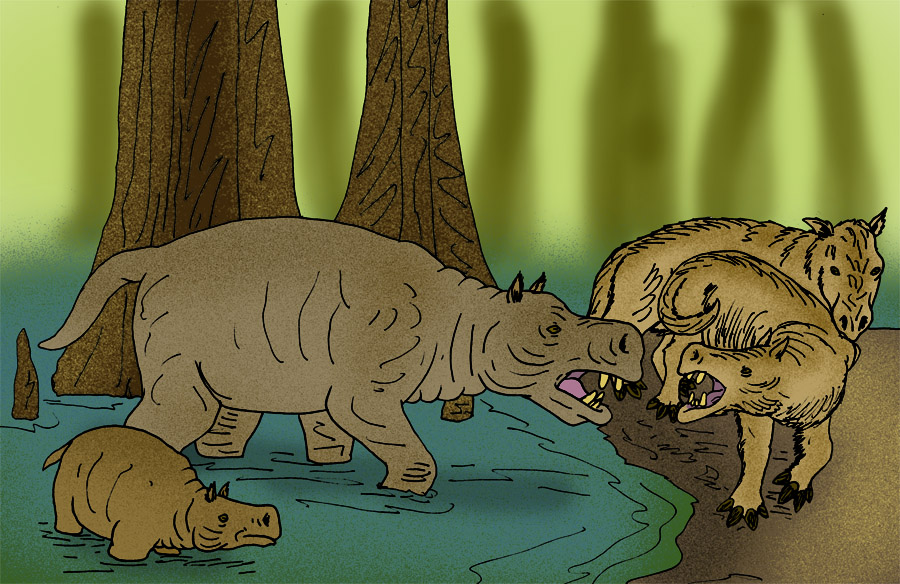
A vízben álló nagyobb állat az ''A. magnum
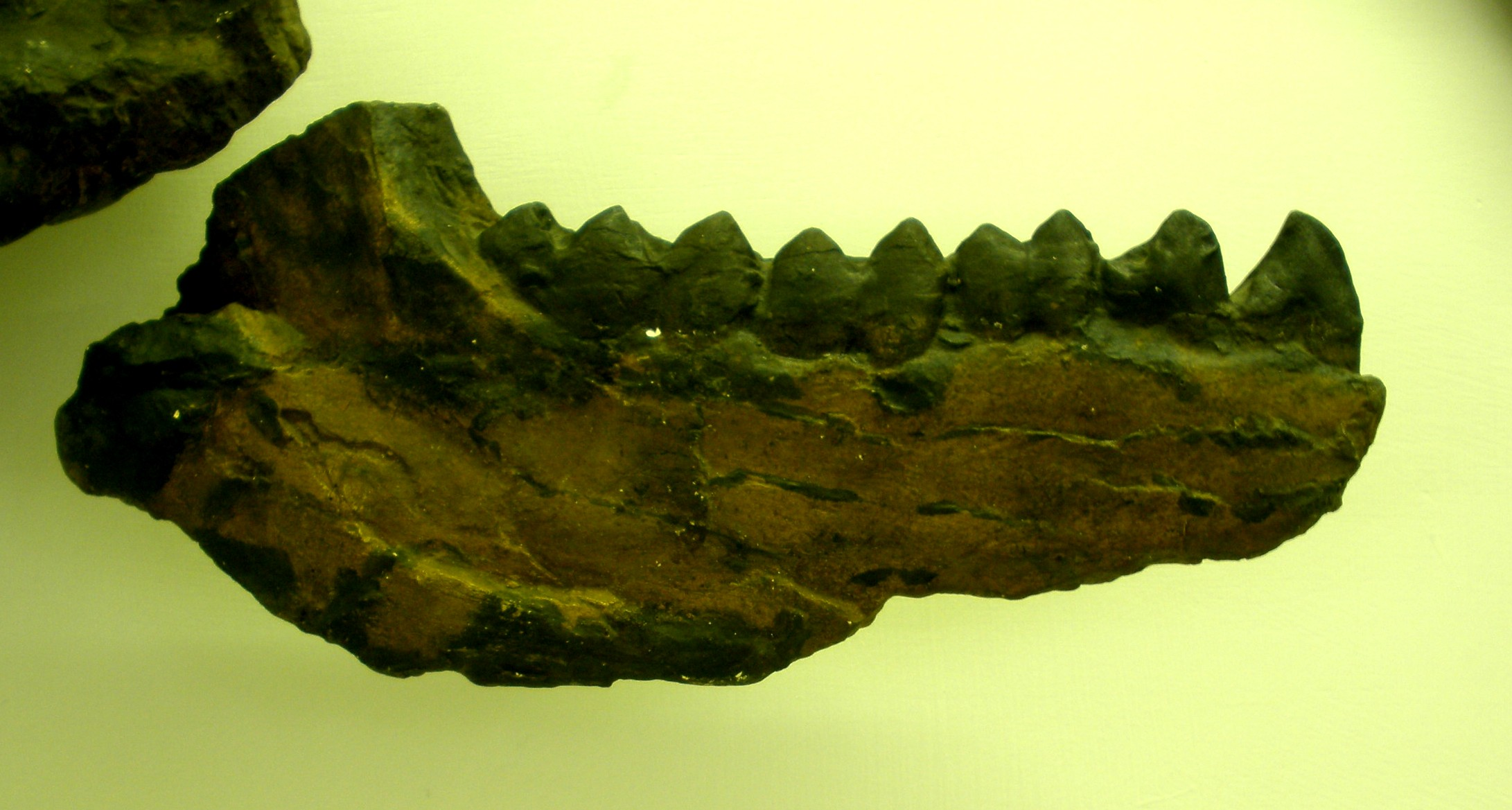
Az A. monsvialense állkapocscsontja
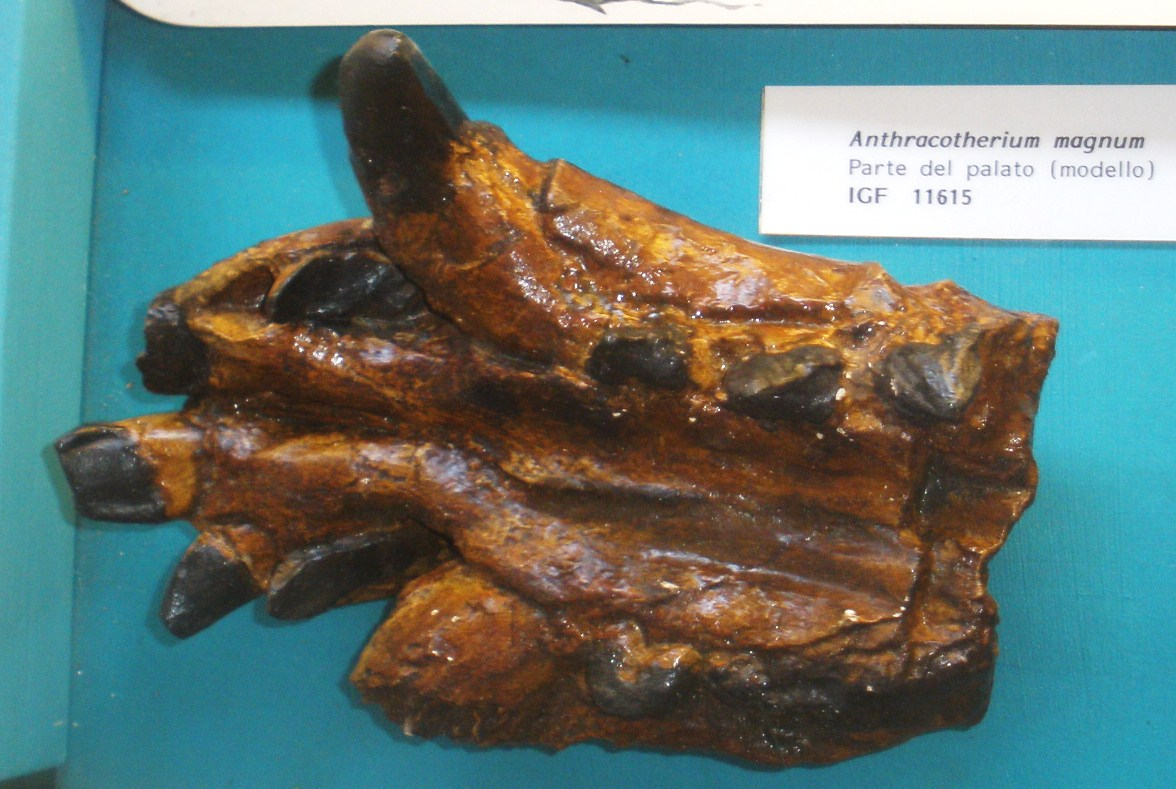
Az A. magnum állkapcsának egy része
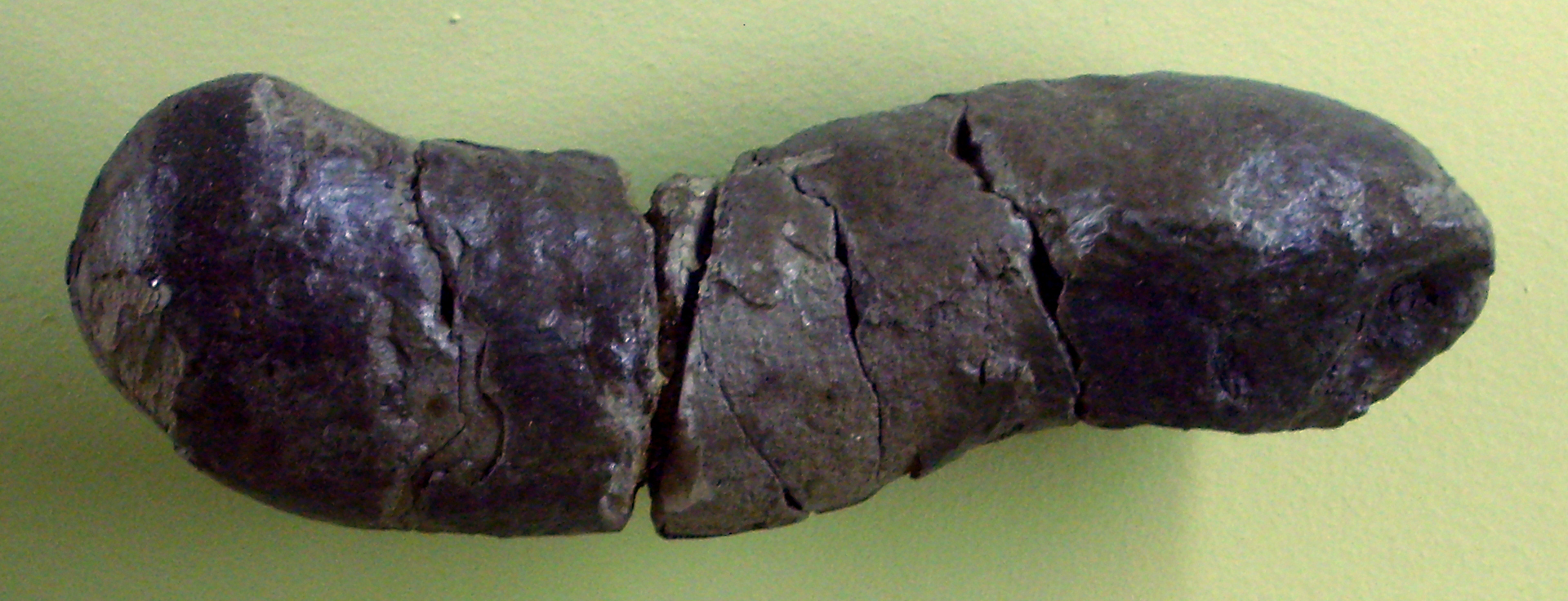
Fosszilizálódott ürülék (koprolit)

## Fordítás
- Ez a szócikk részben vagy egészben  az   Anthracotherium című angol Wikipédia-szócikk ezen változatának fordításán alapul.  Az eredeti cikk szerkesztőit annak laptörténete sorolja fel. Ez a jelzés csupán a megfogalmazás eredetét és a szerzői jogokat jelzi, nem szolgál a cikkben szereplő információk forrásmegjelöléseként.